# Keude Peureulak
Keude Peureulak is een bestuurslaag in het regentschap Aceh Timur van de provincie Atjeh, Indonesië. Keude Peureulak telt 708 inwoners (volkstelling 2010).